# Päpstliche Familie
Päpstliche Familie (italienisch famiglia pontificia) ist die Bezeichnung der Amtsträger, kirchlichen Würdenträger und kirchlichen Beamten, die sich in der unmittelbaren Umgebung des Papstes aufhalten und dem Papst dabei helfen, die Kirche zu steuern und zu leiten.
Die Päpstliche Familie besteht aus Klerikern und Laien sowie Angehörigen der Päpstlichen Kapelle, insbesondere Geistliche, die die Ehrentitel Päpstlicher Ehrenkaplan (Monsignore), Päpstlicher Ehrenprälat und Apostolischer Protonotar tragen, sowie Träger des Päpstlichen Silvester- und Gregoriusordens, die Ritter vom Heiligen Grab zu Jerusalem und der Ritter des Malteserordens. Außerdem gehören mehrere Amtsträger im Vatikan, die den Papst als Staatsoberhaupt in besonderer Weise unterstützen, zur Päpstlichen Familie. Geleitet wird die Päpstliche Familie durch die Präfektur des Päpstlichen Hauses.
Zur Päpstlichen Familie werden insbesondere folgende Amtsträger gerechnet:
Mitglieder aus dem Klerus
- Substitut des Staatssekretariats („Innenminister“)
- Sekretär für die Beziehungen zu den Staaten („Außenminister“)
- Almosenier Seiner Heiligkeit
- Präsident der Päpstlichen Diplomaten-Akademie
- Theologe des Päpstlichen Hauses
- Prediger des Päpstlichen Hauses
- Päpstliche Thronassistenten (traditionell Geistliche, sollte seit 1968 zukünftig Laien vorbehalten werden)
- Apostolische Protonotare
- Päpstliche Zeremoniare
- Ehrenprälaten Seiner Heiligkeit
- Kaplane Seiner Heiligkeit

Laienmitglieder
- Päpstliche Thronassistenten (traditionell Geistliche, sollte seit 1968 zukünftig Laien vorbehalten werden)
- Sonderdelegat der Päpstlichen Kommission für den Staat der Vatikanstadt
- Kommandant der Schweizergarde
- Präsident der Päpstlichen Akademie der Wissenschaften
- Gentiluomo di Sua Santità (ehem. Päpstliche Kammerherren)
- Kammerdiener des Papstes